# Município de Bokescreek (condado de Logan, Ohio)
Localização do Ohio nos E.U.A.
O município de Bokescreek (em inglês: Bokescreek Township) município localizado no condado de Logan, no estado estadounidense de Ohio. No ano 2010 tinha uma população de 1338 habitantes e uma densidade de 15,27 pessoas por km².

## Geografia
O município de Bokescreek encontra-se localizado nas coordenadas 40° 27′ 14″ N, 83° 34′ 25″ O. Segundo o Departamento do Censo dos Estados Unidos, o município tem uma superfície total de 87,6 km², da qual 87,58 km² correspondem a terra firme e (0,023%) 0,02 km² é água.

## Demografia
Segundo o censo de 2010, tinha 1338 pessoas residindo no município de Bokescreek. A densidade de população era de 15,27 hab./km².